# Johann Eberhard Rudolf Hiller von Gaertringen
Johann Eberhard Rudolf Hiller von Gaertringen (* 13. Januar 1735 in Gärtringen; † 12. Februar 1799 in Fraustadt) war ein preußischer Generalmajor, Chef des Infanterieregiments Nr. 37 sowie Erbherr auf Lenki und Marczenin in Südpreußen.

## Leben

### Herkunft
Seine Eltern waren der württembergische Regierungsrat und Oberamtmann Johann Hiller von Gaertringen (* 3. September 1687; † 15. Juni 1756) und dessen Ehefrau Anna Sophie, geborene Freiin von Preysing (* 7. November 1696; † 16. Dezember 1755).

### Laufbahn
Im Jahr 1750 wurde er Kadett in Stuttgart und 1755 Leutnant. Während des Siebenjährigen Krieges kämpfte er gegen die Preußen in den Schlachten von Breslau und Leuthen sowie bei der Belagerung von Schweidnitz. 1764 wurde er Major im Leibregiment und nahm 1765 seinen Abschied.
Er ging in preußische Dienste, wo er am 7. Mai 1767 als Kapitän in das Grenadierregiment „Wallenroth“ kam. 1778 wurde er als Major in das Infanterieregiment „von Petersdorff“ versetzt. Er nahm am Bayerischen Erbfolgekrieg teil und wurde 1782 Kommandeur des 2. Bataillons. 1787 wurde er Oberstleutnant und nahm am Feldzug in Holland teil. Im gleichen Jahr erhielt er den Orden Pour le Mérite. 1789 erfolgte die Beförderung zum Oberst und 1790 stieg er zum Regimentskommandeur in Bielefeld auf.
Während des Ersten Koalitionskrieges nahm er an der Kanonade von Valmy teil. 1794 wurde er Generalmajor und 1799 Chef des Infanterieregiments „von Wolfframsdorff“. Er starb als solcher im gleichen Jahr.

### Familie
Er heiratete 1770 in Magdeburg Juliane Dorothea von Hagen (1745–1786) aus dem Haus Naulin. Das Paar hatte folgende Kinder:
- Johann Friedrich August (1772–1856), preußischer General

⚭ Adelgunde Wilhelmine Philippine Antoinette von Hellen (1777–1822)
⚭ Mathilde Emilie Wilhelmine von Mutius (1792–1869)
- Wilhelmine Bernhardine Juliane (* 15. September 1776; † 22. April 1854), Stiftsdame in Wolmirstedt ⚭ Hans von Dallwitz (* 30. September 1756; † 18. Dezember 1830)[1]
- Johann Rudolph Christoph Wilhelm (1771–1831), preußischer Generalmajor ⚭ Caroline von Heising (Tochter von Ludwig Ferdinand Friedrich von Heising)